# Schattdorf
Schattdorf is een gemeente en plaats in het Zwitserse kanton Uri.
Schattdorf telt 5.005 inwoners.
Altdorf · Andermatt · Attinghausen · Bauen · Bürglen · Erstfeld · Flüelen · Göschenen · Gurtnellen · Hospental · Isenthal · Realp · Schattdorf · Seedorf · Seelisberg · Silenen · Sisikon · Spiringen · Unterschächen · Wassen
- Historisch woordenboek van Zwitserland: 000702
- Library of Congress Control Number: n84106993
- Virtual International Authority File: 141944219